# 奥尔 (北部省)
奥尔（法語：Ors，法語發音：[ɔʁ(s)]）是法国上法蘭西大區北部省的一个市镇，属于康布雷区。

## 地理
奥尔（50°5'59"N, 3°38'2"E）面积17.76 平方千米，位于法国上法蘭西大區北部省，该省份为法国最北部的省份及最长的省份，西北濒北海，西接加来海峡省，南至埃纳省和索姆省，东与比利时接壤。
与奥尔接壤的市镇（或旧市镇、城区）包括：布西、巴聚埃勒、桑布尔河畔卡蒂永、方丹欧布瓦、福雷昂康布雷西、拉格鲁瓦斯、朗德勒西、波姆勒伊。

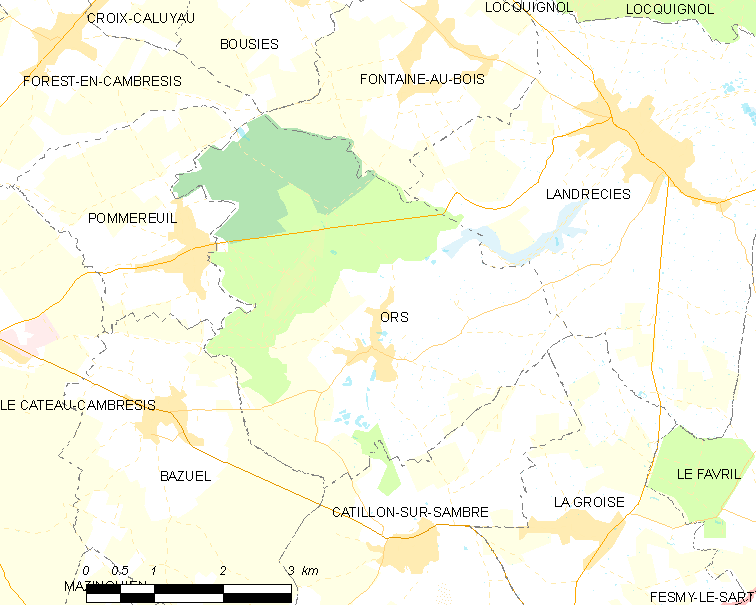
的OSM定位图

奥尔的时区为UTC+01:00、UTC+02:00（夏令时）。

## 行政
奥尔的邮政编码为59360，INSEE市镇编码为59450。

## 政治
奥尔所属的省级选区为勒卡托康布雷西县。

## 人口

1962-2008年间人口变化图示

奥尔于2022年1月1日时的人口数量为639人。